# Earlsfield
Earlsfield est un quartier de la banlieue sud de Londres localisé dans le borough de Wandsworth, sur la rive orientale de la rivière Wandle, un affluent de la Tamise.